# Testudovolva nipponensis
Testudovolva nipponensis is een slakkensoort uit de familie van de Ovulidae. De wetenschappelijke naam van de soort is voor het eerst geldig gepubliceerd in 1913 door Pilsbry.